# 하이랜더 증후군
하이랜더 증후군(Highlander Syndrome)은 신체 발달이 지연되어 실제로는 어른인데도 어린아이처럼 보이는 유생연장 희귀질환을 가리키는 비공식적인 말이다. 그러나 현재까지 이 증후군의 원인이 무엇인지는 알려져 있지 않다. 그럼에도 과학자들은 이것이 노화 과정을 늦추어 사춘기의 특징적인 변화를 지연시킬 수 있는 유전적 돌연변이 때문이라고 믿는다. 그러나 아직까지 공식적으로 질병으로 인정되지는 않는다.
인간 환자에게 하이랜더 증후군이 발생한다는 사실은 인간이 영원한 젊음을 가능하게 하는 유전자를 보유하고 있을 수 있으며 인간이 늙지 않는 유기체일 수 있음을 시사한다.
통상적으로 하이랜더 증후군으로 불리는 증상에 부합하는 의학적 증후군은, 유생연장 복합 증후군(증후군 X)이 있다.

## 증상
가장 주목할만한 증상은 개인의 노화 속도가 매우 느리다는 것이다. 또한 이 장애가 있는 사람들은 피부에 주름이 생기고 탈모가 발생하는 경향이 있다.

## 병인
하이랜더 증후군의 원인이 무엇인지는 알려져 있지 않지만, 이 장애가 유전적 돌연변이의 결과일 수 있다고 여겨진다.

## 같이 보기
- 유생연장 복합 증후군
- 하스불라
- 리플리 증후군